# Cruella De Vil
Cruella de Vil is een personage dat verscheen in het boek 101 Dalmatiërs van Dodie Smith uit 1956. Daarna verscheen ze in de Disney-animatiefilm 101 Dalmatiërs, het vervolg daarop 101 Dalmatiërs II: Het avontuur van Vlek in Londen (2003), de 'live action' films 101 Dalmatiërs (1996) en 102 Dalmatiërs (2000) met Glenn Close in de rol van Cruella en de liveactionfilm Cruella die zich focust op Cruella's achtergrondverhaal met Emma Stone in de rol van Cruella. In al haar verschijningen probeert Cruella 99 dalmatiërpuppy's te ontvoeren om van hun vacht bontjassen te maken. Ze heeft ook een zoon Carlos die voorkomt in Descendants 1, 2 en 3.

## Karakter
In het boek wordt verteld dat haar vermogen rond de £6 miljoen pond ligt en dat ze de laatste erfgenaam is van haar welbekende, vermogende familie. Ze is getrouwd met een bonthandelaar. Cruella wordt neergezet als een gemene en tirannieke vrouw in haar huwelijk en omgeving. Haar man is een mak en dienstbaar type die zelden spreekt en zijn vrouw in alles gehoorzaamt. Hij bezorgt Cruella extravagante kleding en andere kostbare dingen om haar tevreden te houden.
Haar oud-klasgenoot Anita vertelt in het boek dat Cruella niet zonder bont kan leven. Na een nieuwe ontmoeting met Anita, haar man Roger Radcliffe en de dalmatiërs Pongo en Perdita met hun pasgeboren puppy's, doet ze er alles aan om de dalmatiërs in handen te krijgen.